# ザ・ミッション 非情の掟
『ザ・ミッション 非情の掟』（ - ひじょうのおきて、原題：鎗火、英題：The Mission）は、1999年公開の香港映画。
黒社会のボスを護衛するべく招集された5人の男たちの戦いを描いた香港ノワール。
2006年には主要キャストが再び集結して『エグザイル/絆』が製作された。

## ストーリー
香港マフィアのボス・ブンが正体不明の暗殺者達の襲撃を受ける。ブンの弟で組織のNo.2のナンは、今は堅気の世界で暮らすかつての構成員達を招集しブンの護衛と敵の割り出しを命じる。

集まったメンバーは5人。腕利きのヒットマンのグヮイ、若く血気盛んなロイとその舎弟のシン、射撃の名手マイク、調達屋のフェイ。それぞれのやり方を持つ男達は、最初は反発しあうもののやがて見事なチームワークを発揮し暗殺者達を迎え討つようになる。幾度かの襲撃を経て、5人はついに敵のアジトと依頼人を突き止める。

仕事を終えた5人の間にはチームとしての絆が生まれつつあった。しかしあることがきっかけで組織の「非情の掟」が彼らにのしかかる。

## キャスト
| 役名       | 俳優               | 日本語吹替     |
| ---------- | ------------------ | -------------- |
| グヮイ     | アンソニー・ウォン | 正宗一成       |
| ロイ       | フランシス・ン     | 喜多川拓郎     |
| シン       | ジャッキー・ロイ   | 安宏法男       |
| マイク     | ロイ・チョン       | 小原雅一       |
| フェイ     | ラム・シュー       | 内田大加宏     |
| ナン       | サイモン・ヤム     | うすいたかやす |
| ブン       | コウ・ホン         | 野島昭生       |
| ナンの叔父 | ウォン・ティンラム |                |

## スタッフ
- 監督・製作：ジョニー・トー
- 脚本：ヤウ・ナイホイ、ミルキーウェイ・クリエイティブチーム
- 撮影：チェン・チュウキョン
- 美術：ジェローム・ファン
- 音楽：チュン・チーウィン
- 編集：アンディ・チャン
- アクション監督：チェン・カーサン

## 受賞歴
- 2000年 第19回香港電影金像奨：監督賞（ジョニー・トー）
- 2000年 第37回金馬奨：監督賞（ジョニー・トー）、主演男優賞（フランシス・ン）
- 2000年 第5回香港金紫荊奨：作品賞、監督賞（ジョニー・トー）、助演男優賞（ロイ・チョン）、撮影賞
- 1999年 第6回香港電影評論学会大奨：作品賞、監督賞（ジョニー・トー）